# L&YR Well Wagon 51
Der Tiefladewagen (im Englischen mit Well Wagon bezeichnet) nach Musterblatt 51 der britischen Lancashire and Yorkshire Railway (L&YR) entstand 1903 in den eigenen Werkstätten der Eisenbahngesellschaft in Newton Heath.

## Geschichte
Für den Transport schwerer mechanischer Ausrüstung hatte die L&YR bereits seit längerem Tiefladewagen mit 25 t Nutzlast im Einsatz. Immer schwerer und größer werdende zu transportierende Güter erforderten entsprechend größere Wagen. Im Dezember 1902 entschied man sich für den Bau zweier Tiefladewagen mit zweiachsigen Drehgestellen und 52 t Nutzlast, die 1903 in den bahneigenen Werkstätten gebaut wurden. Diese beiden Fahrzeuge waren die Wagen mit der höchsten Ladekapazität der L&YR während ihrer gesamten Existenz.
Wie lange diese Wagen im Einsatz waren, ist nicht genau bekannt.